# Копія
Ко́пія (лат. copia — запас, велика кількість) — точний список, точне відтворення, повторення чого-небудь.
- Точне відтворення чого-небудь, що цілком відповідає оригіналові.
- Точний список з оригіналу.
- Точне відтворення картини, портрету або іншого твору мистецтва.
- Формний матеріал із зображенням, нанесеним способом копіювання, для подальшого виготовлення друкарської форми.
- Відбиток з негатива; знімок.
- Тверда копія документа, спец. — виведений на папір чи ін. аналогічний носій даних документ, оригінал якого зберігається в пам'яті комп'ютера.
- Факсимільна копія — факсимільний бланк з відтвореним на приймальному апараті зображенням оригіналу.
- Результат копіювання.

Розмовне
- Те або той, що має повну подібність до когось, чогось (повторення).
- Щось схоже, дуже схоже, на кого, що нагадує собою когось, щось (подоба, подобизна, образ, дублікат, двійник).